# La Blancherie
La Blancherie – wielofunkcyjny stadion w mieście Delémont, w Szwajcarii. Został otwarty w 1986 roku. Może pomieścić 5263 widzów, z czego 663 miejsca są siedzące. Swoje spotkania rozgrywa na nim drużyna SR Delémont.